# Abdul Haq
Abdul Haq (nascido Humayoun Arsala; 23 de abril de 1958 - 26 de outubro de 2001) foi um comandante mujahideen pashtun afegão que lutou contra os soviéticos e os comunistas afegãos durante a Guerra do Afeganistão (1979-1989). Foi executado pelo Talibã em outubro de 2001 enquanto tentava criar uma insurreição popular contra os talibãs no Afeganistão após os ataques de 11 de setembro.